# Kulturareal Kalifornien
Kalifornien ist ein Kulturareal des nordamerikanischen Kontinents, dessen Bewohner Sammler, Fischer und Jäger waren und die – trotz einer großen Vielfalt unterschiedlicher Ethnien und Sprachen – sehr viele übereinstimmende Kulturmerkmale verbindet.
Graeber und Wengrow führen die gegensätzlichen Kulturmerkmale zwischen der Nordwestküstenkultur und den Kulturen (Nord)-Kaliforniens – die trotz ähnlicher ökologischer Lebensbedingungen erheblich sind – als prominentes Beispiel für ihr Konzept der Schismogenese (bewusste Abgrenzung durch gegensätzliche Verhaltensweisen) an. Außerdem bezeichnen die beiden Autoren die Bewohner des Kulturareales als „anti-agrarisch“, weil sie sich ganz offensichtlich bewusst gegen den Nutzpflanzenanbau entschieden hätten, dessen Vor- und Nachteile ihnen vom benachbarten Kulturareal Südwesten zweifellos bekannt waren.

## Geographie und Lebensbedingungen

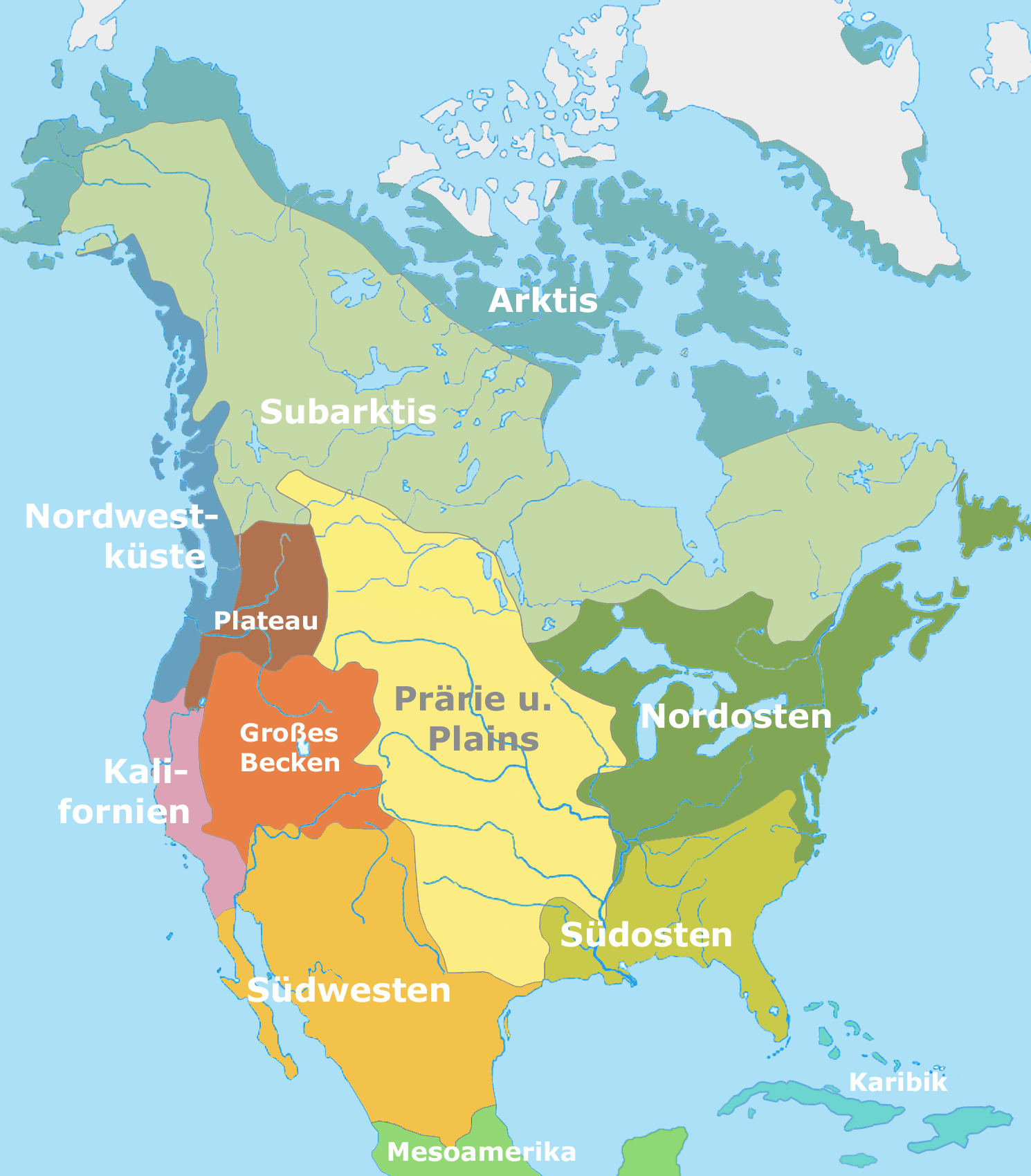
Karte der nordamerikanischen Kulturareale mit Kalifornien

Die Ausdehnung des ethnologischen Kulturareals Kalifornien ist nicht genau deckungsgleich mit der des heutigen US-Bundesstaates. So gehören z. B. einige Gebiete entlang der Ostgrenze Kaliforniens zum traditionellen Siedlungsgebiet von Shoshone- und Paiute-Gruppen, die üblicherweise dem Kulturareal Großes Becken zugeordnet werden.
Zudem ist eine scharfe Abgrenzung der Kulturareale schwierig; so teilen benachbarte Gruppen oft viele Merkmale miteinander, obwohl sie formal unterschiedlichen Kulturarealen zugeordnet werden. Die Shasta, Wintun, Chimariko und die kalifornischen Athabasken werden etwa von Alfred Kroeber in den Übergangsbereich zu den Nordwestküstenkulturen eingeordnet.
Die enorme ökologische Vielfalt Kaliforniens hat Konsequenzen für die dort lebenden Menschen und ihre Kulturen, weshalb die unterschiedlichen Regionen kurz vorgestellt werden sollen:

### Norden

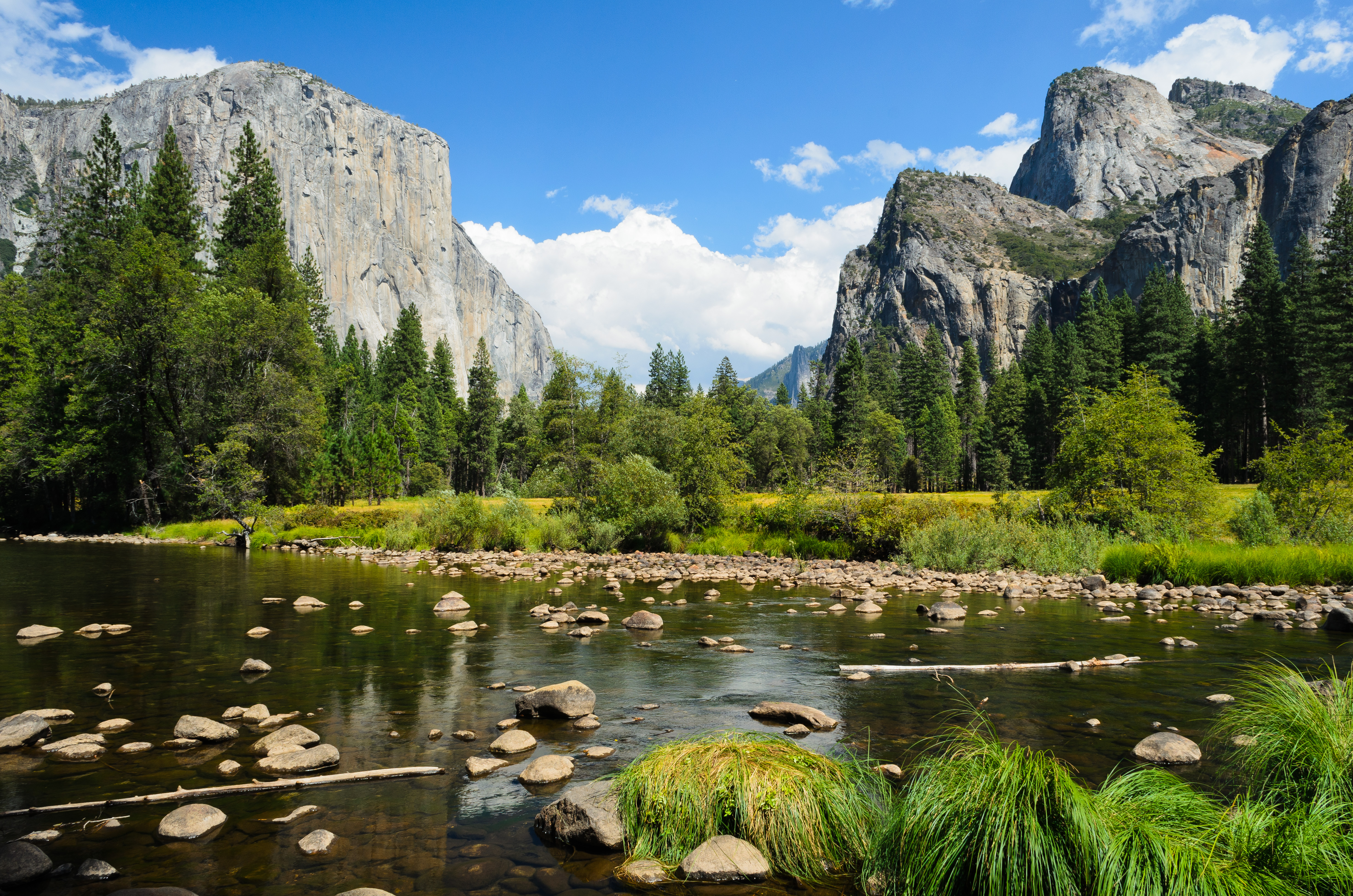
Landschaft in der Sierra Nevada (Yosemite Valley/Ahwahne). Als das Tal noch von den Ahwanechee-Miwok bewohnt wurde, bestand die Vegetation noch zu einem höheren Anteil aus Eichen statt Kiefern.

Der Norden Kaliforniens ist geprägt von ausgedehnten Wäldern. Entlang der Küste finden sich gemäßigte Regenwälder mit über 100 m hohen Küstenmammutbäumen. Flüsse wie der Klamath River waren die Lebensadern der Region, beherbergten sie doch die, wie bei den angrenzenden Nordwestküstenkulturen, für die Nahrungsversorgung zentralen Wanderfische, wie Lachse und Forellen.

### Sierra Nevada
Der Gebirgszug der Sierra Nevada erstreckt sich im Osten Kaliforniens entlang der Grenze zum großen Becken. In den Tieflagen gibt es savannenartige Landschaften und Chaparral mit Blau-Eichen und Digger-Kiefern. Weiter aufwärts geht die Landschaft in Wälder aus verschiedenen anderen Kiefernarten, Schwarzeichen, Tannen und Weihrauchzedern über. In den mittleren Lagen finden sich vermehrt Tannen und Douglasien, gemischt mit weiteren Eichenarten. Auch die berühmten Riesenmammutbäume sind hier beheimatet. Jagdbare Tierarten in der Sierra Nevada sind z. B. Maultierhirsche und Wapitis. Vor der Errichtung von Staudämmen wanderten auch Lachse in die Gebirgsbäche. Noch weiter oben wird der Wald, der nun nur noch aus Kiefern und Wacholder besteht, zunehmend lichter, um schließlich in eine weitgehend baumlose Felslandschaft überzugehen. An Jagdwild gibt es hier noch Murmeltiere und das endemische Sierra-Dickhornschaf (Ovis canadensis sierrae). Die hier ansässigen Indianer wie die Miwok hielten sich aber meist in den Tälern auf.

### Central Valley
Das Central Valley war vor der weitgehenden Zerstörung des ursprünglichen Habitats durch die Landwirtschaft eine weite Grasebene, auf der Herden von Gabelböcken und endemischen Tule-Wapitis lebten. Entlang der Flüsse, die regelmäßig über die Ufer traten, und an den Seen, wie dem Tulare Lake, gab es ausgedehnte Feuchtgebiete. Eine Charakterart der Feuchtgebiete ist die Teichbinse (Schoenoplectus acutus).

### Süden

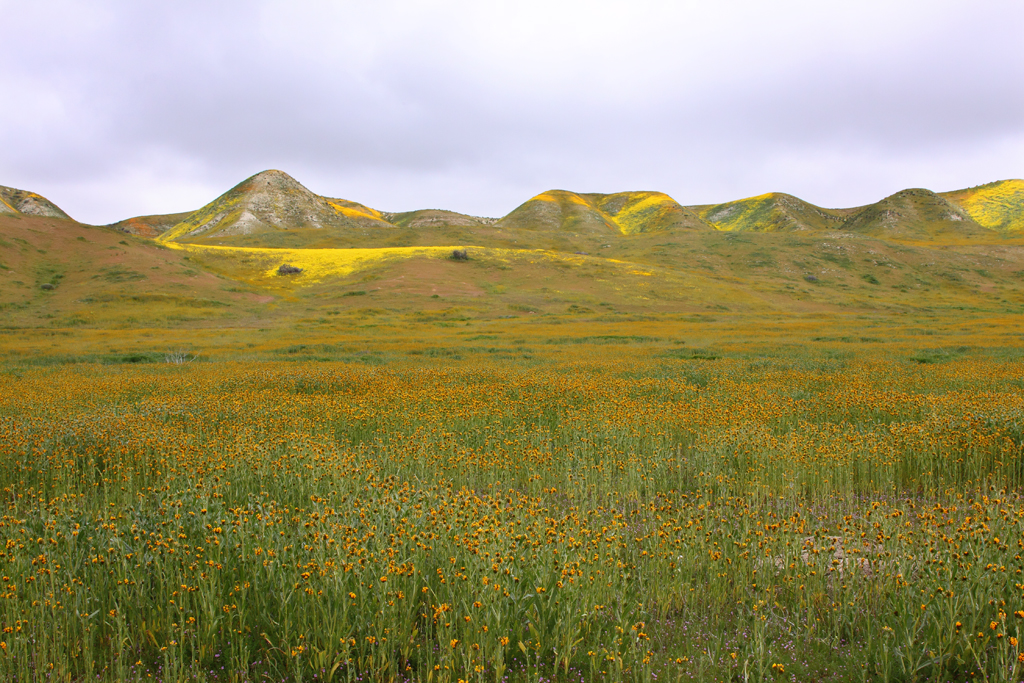
Landschaft im Süden (Carizzo Plain / tšɨłkukunɨtš)

Der Küstenbereich im Süden Kaliforniens besteht zum Großteil aus mediterranen Eichensavannen, Chaparral- und Grasland.

## Sprachen und ethnische Gruppen

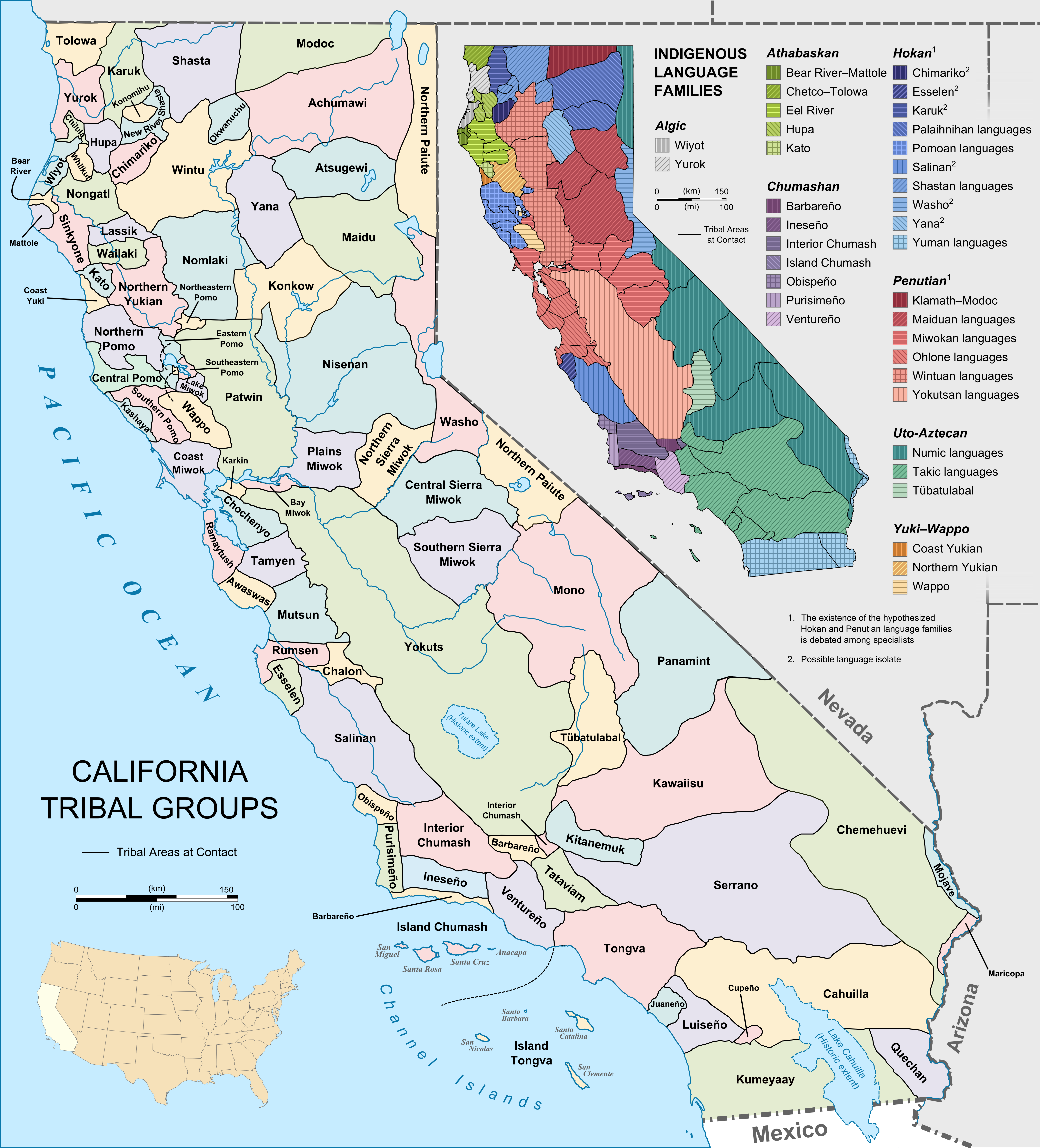
Sprachen Kaliforniens

Das geographisch diverse Gebiet beherbergt(e) auf einer relativ geringen Fläche eine Vielzahl von Sprachen, die zu mehreren, nicht erkennbar miteinander verwandten Sprachfamilien gehörten.
Die Zugehörigkeit zu einer bestimmten ethnischen Gruppe wird oft auch an der Sprache festgemacht. Dabei sind Sprachgrenzen und ethnisches Zusammengehörigkeitsgefühl in Kalifornien – ungewöhnlich für Nordamerika – oft nicht identisch.
Mit Ausnahme der Mattole sprechen alle genannten Gruppen eng miteinander verwandte Dialekte der athabaskischen Eel-River-Sprache.
Nachfolgend werden die einzelnen Volksgruppen, der Einfachheit halber nach Sprachfamilie sortiert, vorgestellt:

### Yuki-Wappo

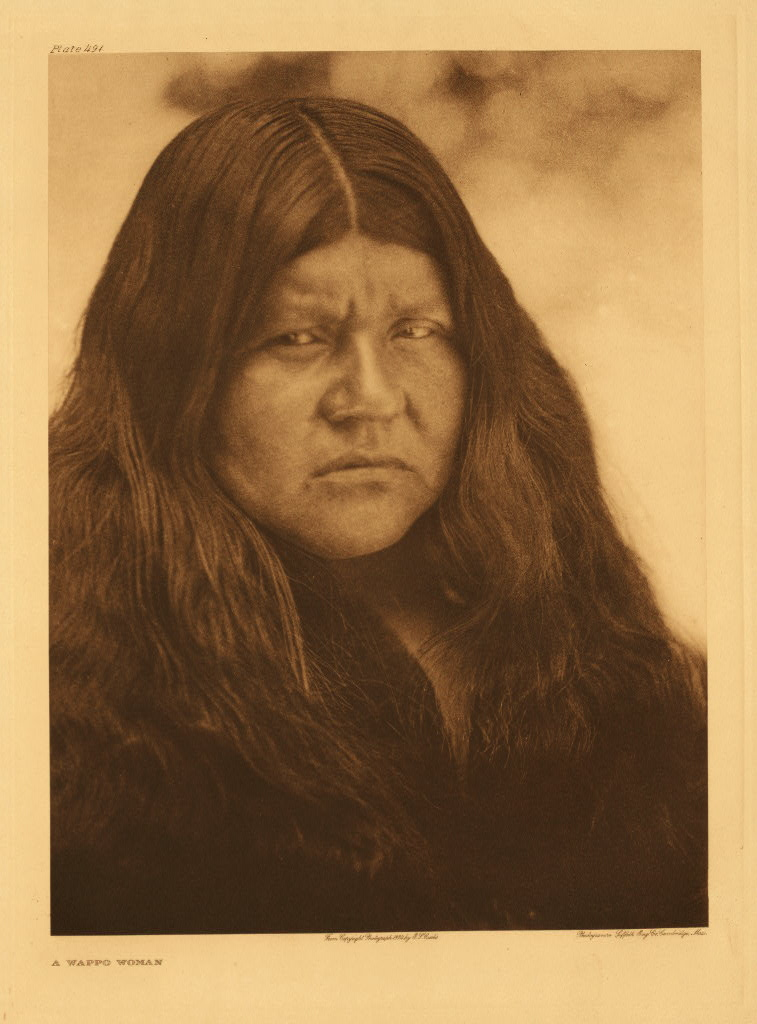
Wappo-Frau

Yuki-Wappo war eine schon in vorkolonialer Zeit sehr kleine Sprachfamilie mit nur zwei Mitgliedern. Die Yuki siedeln im Round Valley, die Wappo (Eigenbezeichnung Micewal) in der Gegend um das Napa Valley. Yuki-Wappo ist vermutlich eine der ältesten Sprachfamilien der Region.

### Chumash-Sprachen
Die Chumash-Sprachen werden im Küstenbereich ungefähr von Cayucos bis Santa Monica gesprochen. Die Chumash-Völker gehören wohl ebenfalls einer recht alten Bevölkerungsschicht an.

### Hokan
Die in historischer Zeit belegte, recht fragmentierte Verbreitung dieser Sprachfamilie wird so gedeutet, dass die Hokan-Sprecher von später nachrückenden Penuti aus dem Sacramento Valley vertrieben wurden. Die Existenz der Sprachfamilie, und welche Sprachen genau zu ihr gehören, ist umstritten.

#### Yuma
Die Yuma-Sprachen werden im Süden Kaliforniens und in angrenzenden Gebieten von Arizona und Mexiko gesprochen. Die am Unterlauf des Colorado lebenden Fluss-Yuma betreiben Landwirtschaft und gehören somit eher zum Kulturareal Südwesten, die Kumeyaay dagegen waren Jäger und Sammler wie die restlichen Kalifornier.

#### Palaihnihan
Die Palaihnihan-Sprachen  werden von den 9 Gruppen der Achumawi (von ajúm·á·wí, „Flussanwohner“, eigentlich nur eine Bezeichnung für die Bewohner des Fall-River-Tals, alternative Bezeichnung Is, „Menschen, Männer“,) und 2 Gruppen Atsugewi, auch als Pit River Tribe zusammengefasst, gesprochen.

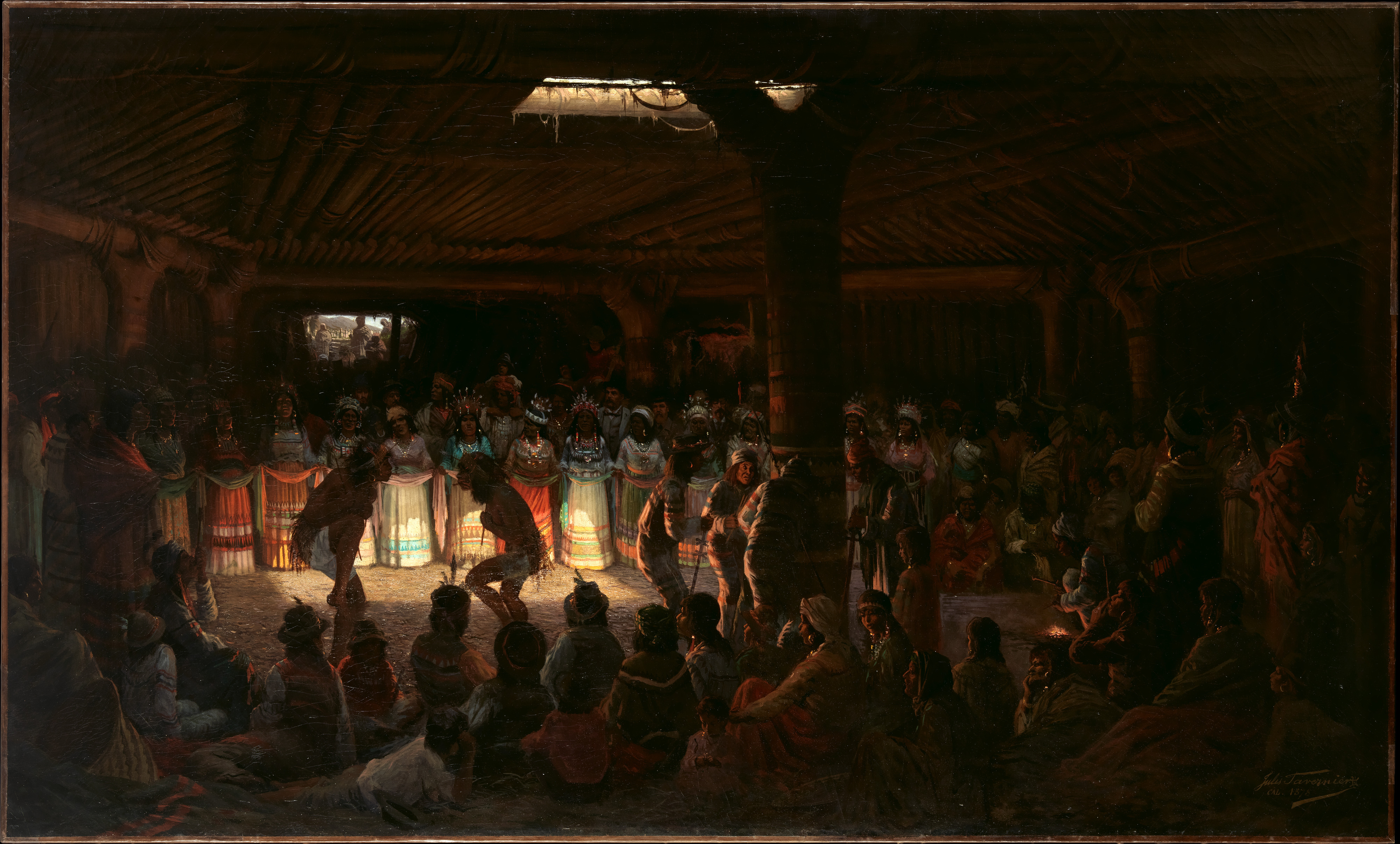
Religiöse Zeremonie bei den Pomo

#### Pomo-Sprachen
Die Pomo leben in einem Bereich vom Clear Lake bis zur angrenzenden Küste als Fischer, Jäger und Sammler. Sie gehören zu den Ethnien, die die Kuksu-Religion praktizieren.

#### Shastan
Die Shasta-sprachigen Stämme leben im Norden an der Grenze zu Oregon.

#### Chimariko
Die Chimariko siedeln entlang des Trinity River in Nordkalifornien. Sie sprechen eine möglicherweise isolierte Sprache.

#### Esselen
Die Esselen siedeln im Santa-Lucia-Gebirge. Vor dem Eindringen der Ohlone ca. im Jahr 500 war ihr Siedlungsgebiet größer. Es handelt sich um eine möglicherweise isolierte Sprache.

#### Salinan
Die Salinan (Eigenbezeichnung Te'po'ta'ahl "Eichenleute") siedeln im Salinas Valley, im Santa-Lucia-Gebirge und an der Küste. Die Zugehörigkeit zur Hoka-Sprachfamilie ist umstritten.

#### Karuk
Die Karuk (traditioneller Name ithivthanéen'aachip va'áraar, „Mittelwelt-Menschen“) haben ihr Siedlungsgebiet entlang des Klamath River (Karuk ishkêesh) und einiger Seitenflüsse. Der Name Karuk stammt aus der Sprache der Yurok und bedeutet „flussaufwärts“.

#### Yana
Das Gebiet der Yana (nördliche Dialekte) und Yahi (südlicher Dialekt) ist entlang des Yuba und des Feather River. Beide Namen bedeuten einfach „Menschen“. Yana ist eine möglicherweise isolierte Sprache. Ishi, der angeblich letzte unkontaktierte Ureinwohner der USA, war ein Yahi.

### Uto-Aztekische Sprachen
Die uto-aztekische Sprache erstreckt sich weit über Kalifornien hinaus bis ins Große Becken, die Südlichen Great Plains und Mexiko.

#### Tübatulabal
Die Sprache der Tübatulabal bildet einen eigenen Zweig der uto-aztekischen Sprachfamilie, dessen genaue Einordnung umstritten ist. Nahrungsgrundlage waren Eicheln, Pinienkerne und Wild. Ihre Kultur ähnelt den sprachlich nicht verwandten Yokuts.

#### Takic
Die Takic-Sprachen werden von den Tongva (anderer Name: Kizh) und verwandten Ethnien in Südkalifornien gesprochen. Wahrscheinlich sind sie vor etwa 3500 Jahren aus dem heutigen Nevada in ihr historisch bezeugtes Siedlungsgebiet eingewandert, wobei sie vorherige, hoka-sprachige Gruppen verdrängten und/oder assimilierten.

Vorkoloniale Verbreitung der Numic-Sprachen. Deutlich zu erkennen ist die fächerförmige Ausbreitung aus der Urheimat in Südkalifornien.

#### Numic
Das Hauptverbreitungsgebiet der Numic-Sprachen liegt im Großen Becken. Die Urheimat dieser Sprachen wird jedoch meist in den Wüsten Südkaliforniens gesehen, von wo aus sich die Vorfahren der Ute, Paiute und Shoshone vor ca. 2.000 Jahren rasch nach Norden und Osten ausbreiteten. Eine Abspaltung der Shoshone, die Comanchen, konnte nach der Einführung des Pferdes durch die Europäer sogar bis auf die südlichen Plains vordringen, wo sie einer der mächtigsten Stämme wurden.

### Penutian

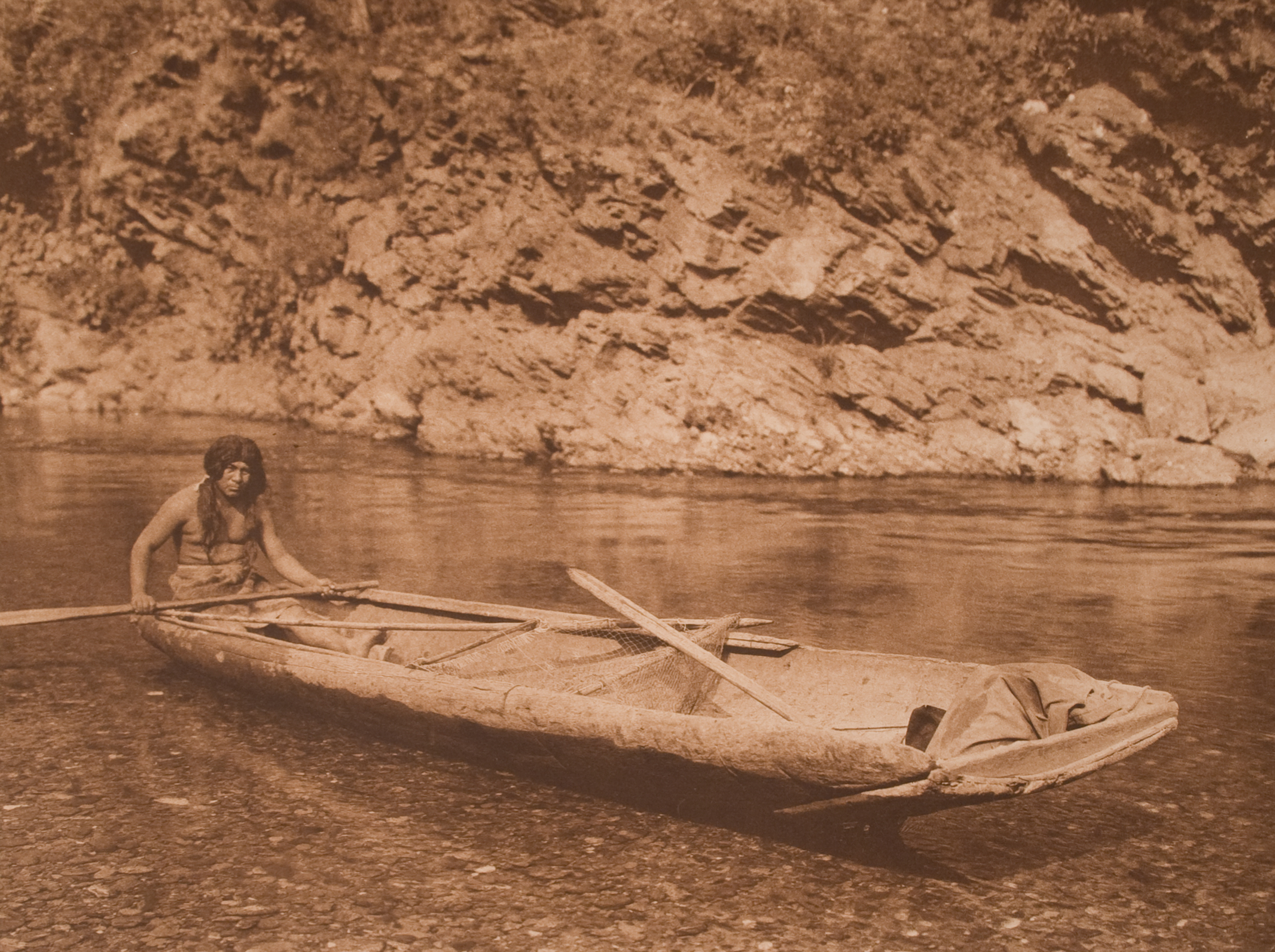
Yurok mit Boot

### Algisch
Die Sprachen der Yurok und Wiyot (Autonym: sulatelak) sind beide entfernt mit denen der Algonkin verwandt. Die Ahnen der Yurok und Wiyot sind wahrscheinlich erst in den letzten Jahrhunderten vom Plateau nach Kalifornien eingewandert. Kurioserweise bilden sie wahrscheinlich trotz ihrer unmittelbaren Nachbarschaft weit abseits der mutmaßlichen algischen Urheimat keine näher verwandte Einheit („Ritwan“) innerhalb dieser Sprachfamilie.

### Athabasken
Die athabaskischsprachigen Volksgruppen wanderten innerhalb der letzten 1.500 Jahre nach Oregon und Nordkalifornien ein. Die Urheimat der Na-Dené-Sprachen (Athabaskisch-Eyak-Tlingit) wird in Südalaska angenommen. Die Expansion nach Süden wird mit der Einführung von Pfeil und Bogen aus Asien in Verbindung gebracht.

## Materielle Kultur
Die materielle Kultur der indigenen Kalifornier ist geprägt durch ihre Lebensweise als Jäger und Sammler.

### Ernährung und traditionelle Landnutzung

#### Sammelwirtschaft
Das Sammeln von Wildpflanzen war Ernährungsgrundlage der indigenen Bevölkerung Kaliforniens.

##### Die besondere Rolle der Eicheln
Ein für die Nahrungsversorgung der Kalifornier zentrales Lebensmittel waren Eicheln. So bestand etwa die Nahrung der im Yosemite Valley ansässigen Ahwanechee-Miwok zu fast 60 % aus Eicheln. Kalifornien beherbergt 18 verschiedene Eichenarten. Bevorzugt wurden die Eicheln der Kalifornischen Schwarzeiche und der tanbark-oak, aber auch andere Arten wurden genutzt. Da die Eichen nicht jedes Jahr eine gute Ernte lieferten, errichteten die Indianer Speicher, in denen sich die ungeschälten Eicheln etwa 10–12 Jahre lagern ließen.

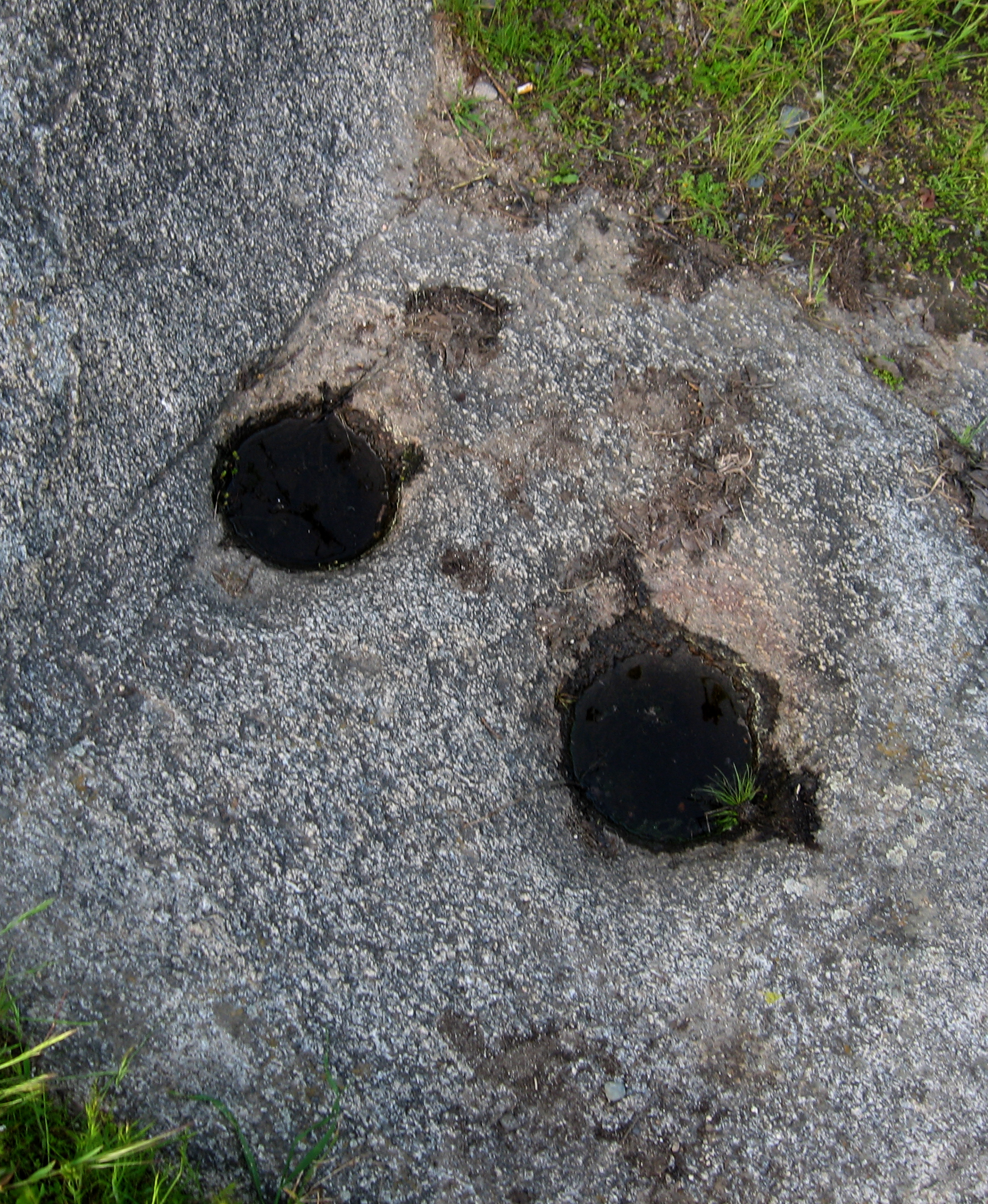
Vertiefungen in einem Felsen, der von indigenen Kalifornien als Mörser für Eicheln genutzt wurde
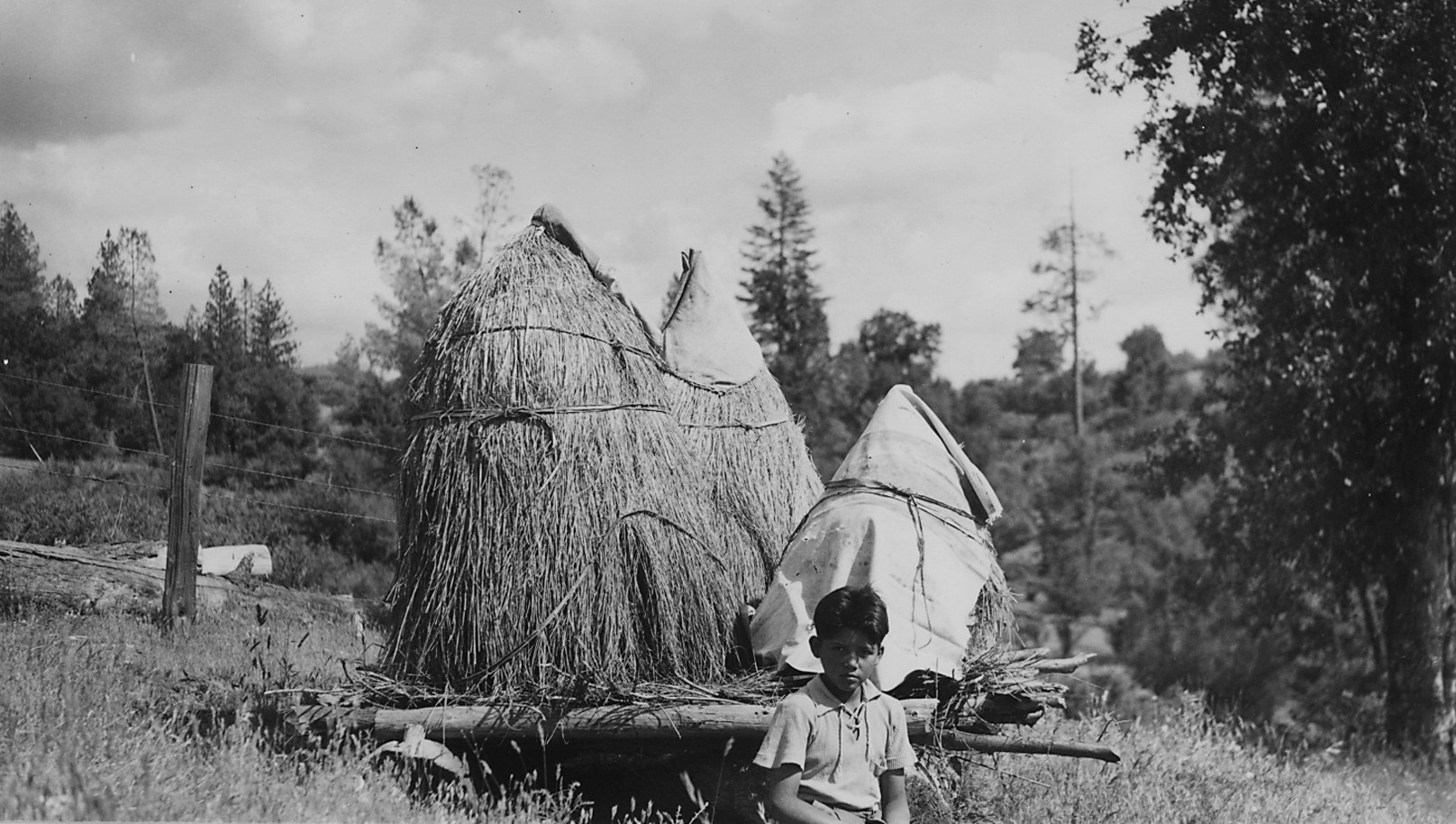
Speicher
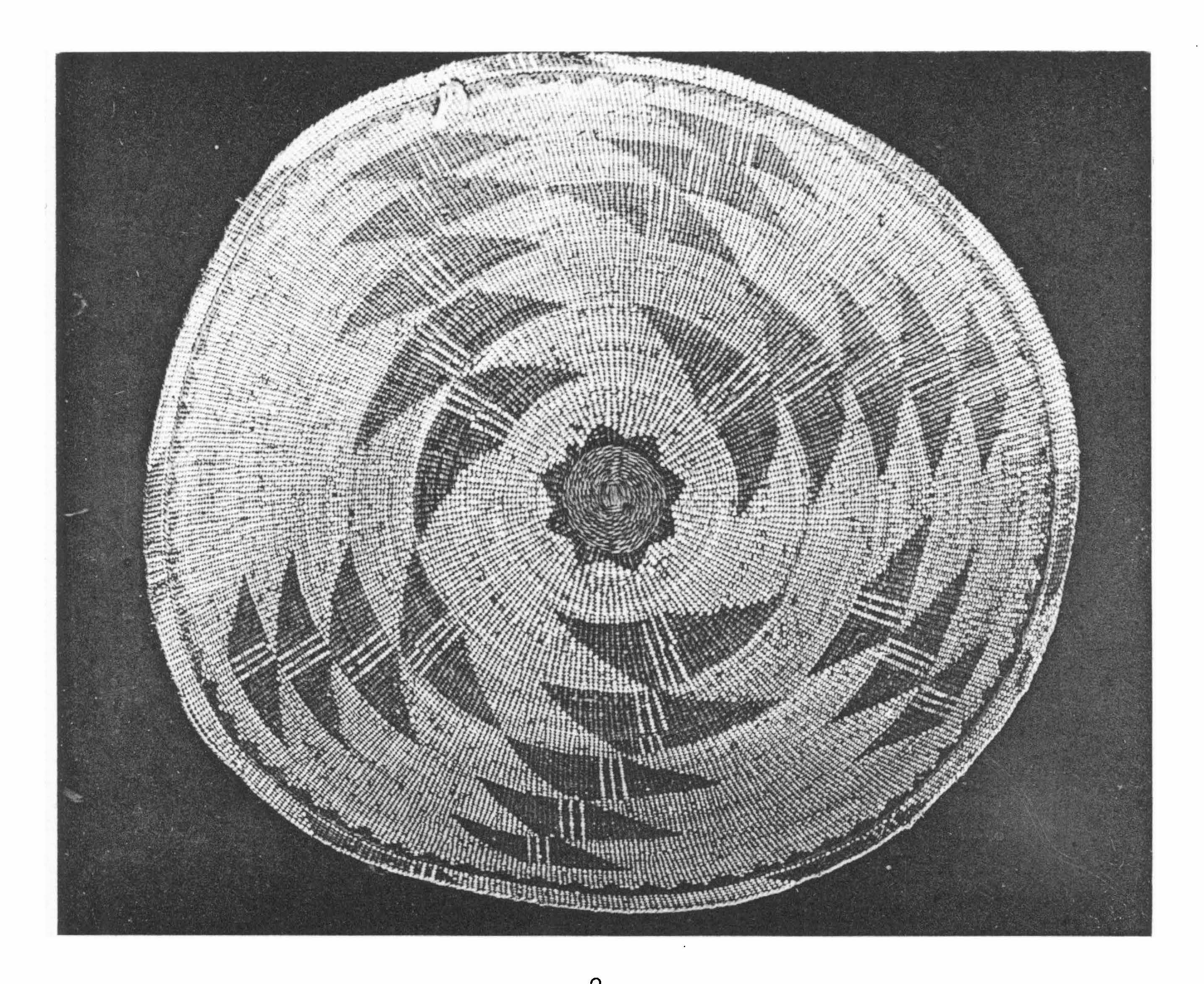

Vor dem Verzehr müssen die roh ungenießbaren Eicheln allerdings erst von ihren Gerbstoffen befreit werden. Die spezifischen Verarbeitungstechniken nach der Ernte unterschieden sich je nach Kultur, folgten aber im Wesentlichen folgendem Muster:
1. Trocknen
2. Wenn die Eicheln nicht für die spätere Nutzung eingelagert wurden, wurden sie anschließend mit einem steinernen Hammer und Amboss von ihrer Schale befreit und grob zerkleinert.
3. Danach wurden sie mit einem Mörser (siehe Bild) zu Mehl zerrieben.
4. Das Mehl wurde mit einem Korb gesiebt. Gröberes Mehl wurde zur weiteren Zerkleinerung zurück in den Mörser gefüllt.
5. Die Tainne wurden durch wiederholtes Spülen mit heißem oder kaltem Wasser ausgewaschen.
6. Aus dem fertigen Eichelmehl wurde eine Art Brei oder eine Suppe gekocht. Auch eine Zubereitung als Brot war möglich.[15]

##### Nutzung von Feuer zur Landschaftsgestaltung
Um die Eichenhaine und Jagdgebiete in einem produktiven Zustand zu halten, wurden regelmäßig kontrollierte Feuer gelegt. Diese Praxis sorgte nicht nur dafür, dass Parasiten und mit den Eichen konkurrierende Pflanzenarten unterdrückt wurden, sondern verhinderte auch, dass es im trockenen Klima Kaliforniens zu katastrophalen Großbränden kam.

#### Jagd und Fischerei
Neben dem Sammeln von Pflanzen war auch die Jagd von Bedeutung. An den Küsten und im wasserreicheren Norden gab es zudem eine ausgeprägte Fischerei.

### Architektur

#### Wohnstätten
Die Behausungen der indigenen Kalifornier unterschieden sich je nach Ethnie und boten ein vielfältiges Bild. Im größten Teil Kaliforniens nutzte man relativ einfache Hütten aus Binsen, Ästen oder Stroh in rechteckiger oder konische Form, wie sie weltweit bei Jägern und Sammlern verbreitet sind – von provisorischen Wickiups bis hin zu stabileren Hütten mit Holzrahmen. Im Sommer nutzten einige Stämme in den Trockengebieten zudem simple Windschirme. Eine Ausnahme bildet der Norden (z. B. bei den Hupa, Karuk und den kalifornischen Athabasken), wo man – wie bei den benachbarten Nordwestküstenkulturen – in Plankenhäusern aus Zedernholz (Thuja plicata, keine Zeder im botanischen Sinne) wohnte.

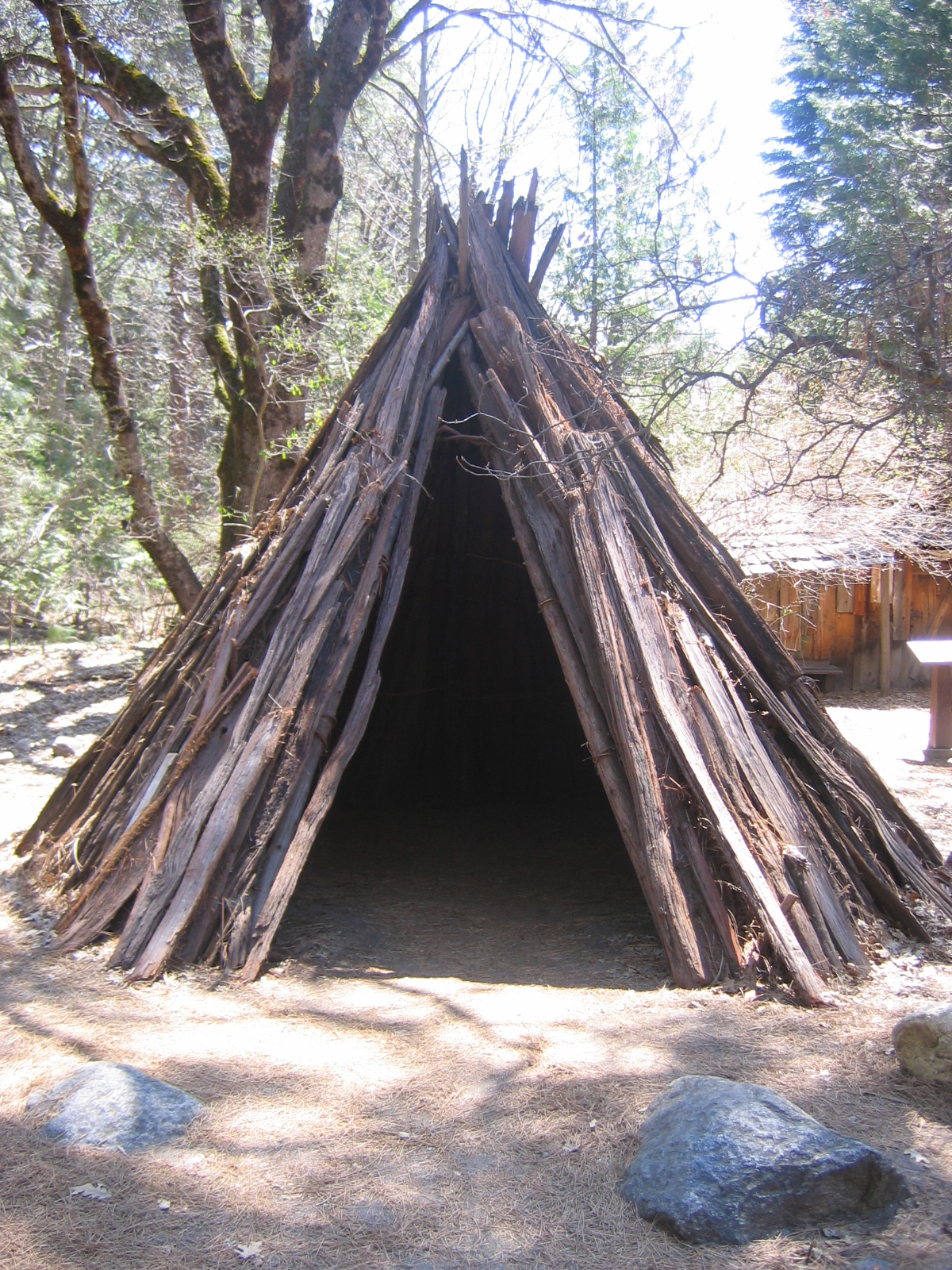
Rindenhütte der Miwok
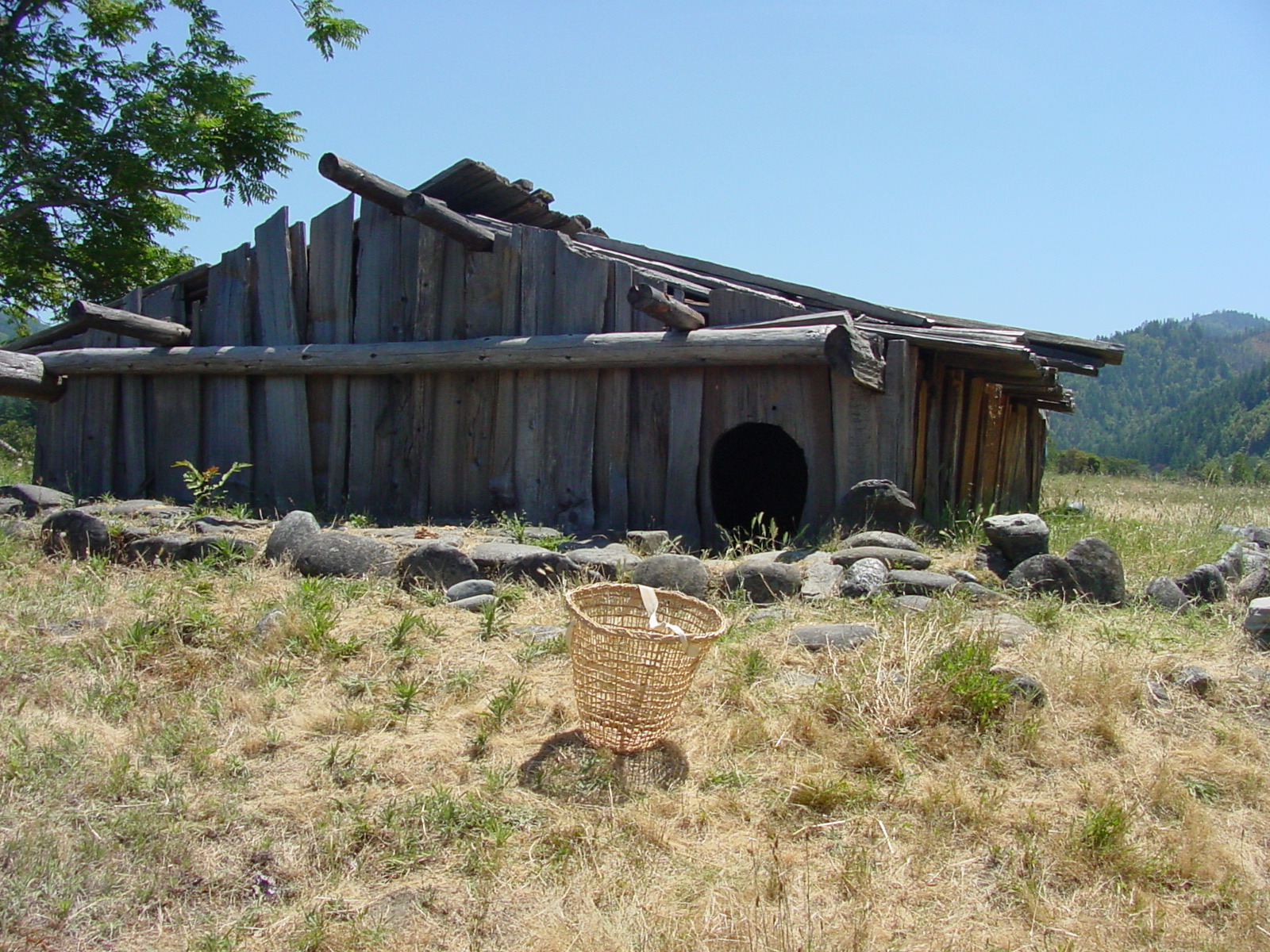
Plankenhaus der Hupa
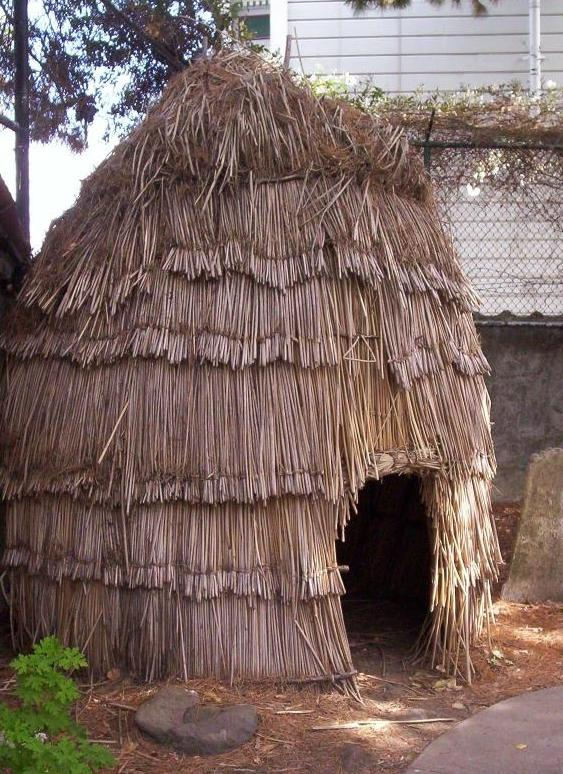
Replik einer Binsenhütte der Ohlone
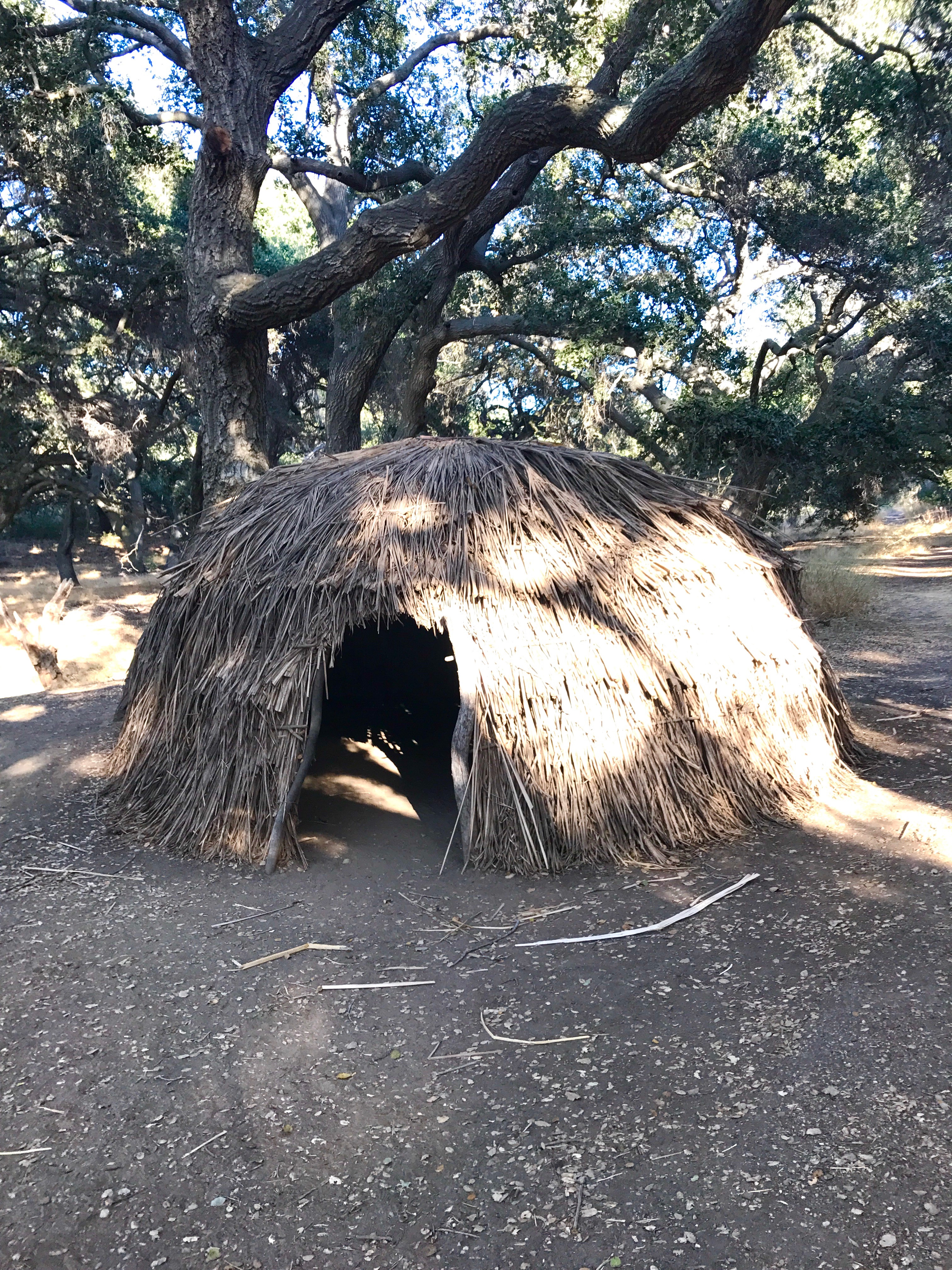
Wickiup-artige Behausung (Chumash)

#### Schwitzhütten
Neben der Errichtung von Wohnstätten kannten manche indigene Kalifornier die auch im übrigen Nordamerika verbreitete Schwitzhüttentradition. Die Schwitzhütten hatten oft eine besondere spirituelle Bedeutung (Siehe Abschnitt Religion und Spiritualität).

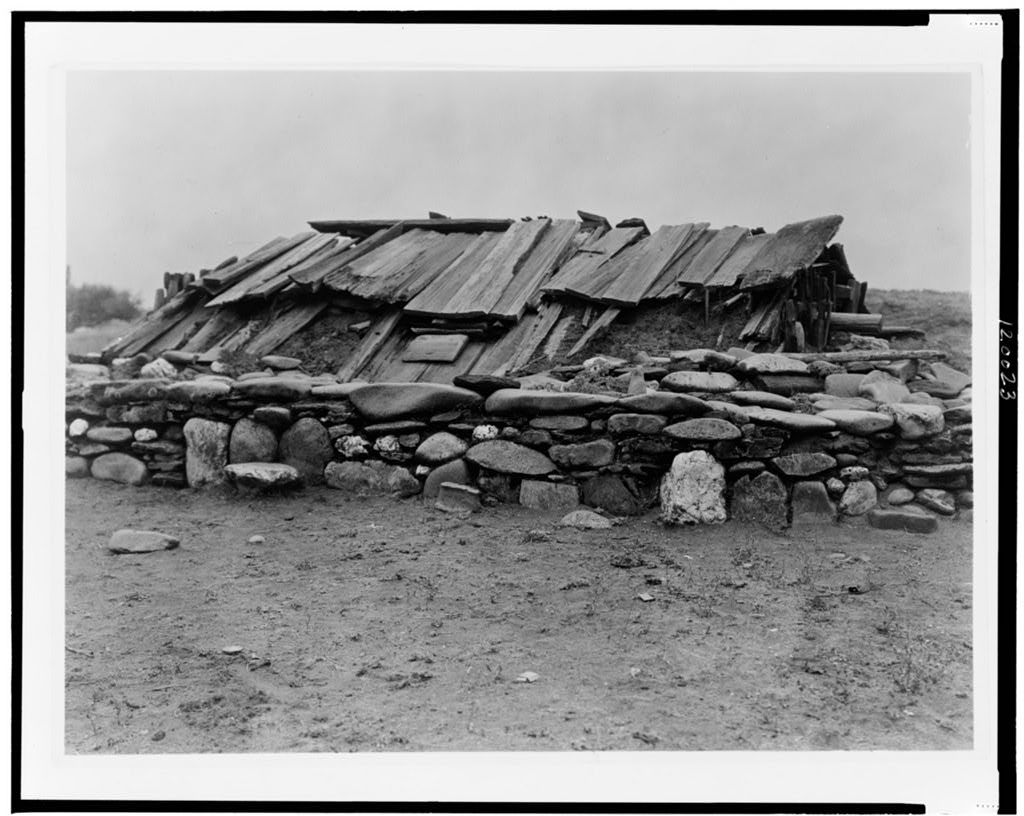
Schwitzhütte der Hupa

## Religion und Spiritualität
Die außerordentliche sprachliche und ethnische Vielfalt des vorkolonialen Kaliforniens bedingt es, dass es keine einheitliche kalifornische Religion gab. Dennoch gibt es einige Gemeinsamkeiten, die über Sprach- und Stammesgrenzen hinweg verbreitet waren.
Bei Initiationsriten für Kinder und Jugendliche nutzte man in Südkalifornien (etwa bei den Chumash und Tongva) eine psychoaktive Zubereitung aus Datura wrightii (spanisch toloache), um Visionen hervorzurufen. Nicht alle Initianden überlebten.
Eine bemerkenswerte Tradition ist die Nutzung „halluzinogener“ Ameisen (Pogonomyrmex) bei einigen Ethnien in Südkalifornien. Dieser Brauch fand sich etwa bei den Kitanemuk, Kawaiisu, Tübatulabal, Chumash (besonders den Interior Chumash), sowie bei einigen südlichen Yokuts-Gruppen und den Miwok. Bei Visionssuche-Ritualen wurden die Ameisen lebendig geschluckt. Wenn die Visionssuche erfolgreich war, sah man einen Tiergeist, eine personifizierte Naturkraft oder einen verstorbenen Verwandten, der als lebenslanger spiritueller Beschützer und Helfer dienen würde. Diejenigen, die schamanische Kräfte erlangen wollten, wiederholten das Ritual im Laufe von Monaten oder Jahren mehrmals. Im Gegensatz zum Toloache-Ritual waren die Ameisen nicht mit Übergangsriten in der Pubertät assoziiert. Da die Ameisen als mächtiger als Toloache galten, war ihr ritueller Gebrauch Jungen und Männern vorbehalten. Bei den Tübatulabal wurde das Ritual durch den Großvater in einer Schwitzhütte beaufsichtigt. Bei den Kitanemuk wurde es dagegen von einem „Mann, der beten kann“ abseits der Siedlung entweder individuell oder in Kleingruppen beaufsichtigt. Von den Kitanemuk oder Interior Chumash wird auch berichtet, dass Frauen nach der Menopause für die Durchführung des Rituals verantwortlich seien. Eine rituelle Nutzung von Ameisen ist ansonsten nur bei den Sateré-Mawé in Amazonien bekannt.

Verbreitung des Kuksu-Kultes nach Ansicht verschiedener Autoren

In Zentralkalifornien war der Kuksu-Kult verbreitet.